# Bethelium cleroides
Bethelium cleroides là một loài bọ cánh cứng trong họ Cerambycidae.